# Decalcificazione
La decalcificazione del calcestruzzo consiste nella rimozione del calcio dai silicati idrati (C-S-H) che si formano a seguito dell'idratazione del cemento e che ne determinano sostanzialmente l'effetto legante.
Con la perdita del calcio, i silicati idrati si trasformano in prodotti progressivamente meno leganti.
La perdita del potere legante può essere completa nel caso limite di totale perdita del calcio.
La decalcificazione coinvolge anche il Ca(OH)2 (prodotto per idratazione del cemento) ma con danni inferiori a quelli derivanti dal processo precedente che è accompagnato dalla perdita del componente più importante dal punto di vista delle prestazioni meccaniche del calcestruzzo. 
L'effetto decalcificante si esplica in pratica con aumento di porosità e soprattutto con una perdita di resistenza meccanica.
Nella Tabella 1 delle UNI EN 206 sono riportate tutte le sostanze chimiche che possono essere causa di decalcificazione.

## Ione magnesio e ione ammonio
Lo ione ammonio e magnesio sono generalmente presenti nei più diffusi fertilizzanti usati in agricoltura.

NH4+ (e di Mg++, reagiscono con l'idrossido di calcio secondo le seguenti reazioni:
- Ca(OH)2 + 2NH4+ → Ca+++2H2O + 2NH3
- Ca(OH)2 + Mg++ → Ca++ + Mg(OH)2.

In sostanza nella prima reazione l'idrossido di calcio, che è solido, viene trasformato in un gas (NH3), che evapora, ed un sale di calcio idrosolubile e pertanto facilmente asportabile dall'acqua.
In tutti i casi che nella matrice cementizia si vengono a formare sali solubili, questi rischiano di essere asportati dalle acque dilavanti, lasciando dietro di sé dei vuoti, indebolendo così la struttura ed esponendola ad ulteriori attacchi da parte degli agenti aggressivi.
Nel secondo processo invece, l'idrossido di calcio viene trasformato in un alto composto solido (Mg(OH)2 - brucite), meno solubile del Ca(OH)2, ma con poteri leganti inferiori a quelli della calce.
L'azione del Mg++ è ancora più pericolosa perché può arrivare a sostituirsi al calcio nei C-S-H con formazione di un silicati idrato di magnesio privo delle proprietà leganti dei silicati idrati di calcio e che può essere facilmente asportato dal movimento delle acque.

## Acidi
Tutti gli acidi risultano più o meno dannosi per la pasta cementizia.

L'aggressione acida si manifesta con un progressivo disgregamento della matrice cementizia che consiste nella trasformazione prima della calce e poi dei C-S-H, ma anche degli alluminati idrati di alluminio, in sali solubili facilmente dilavabili dell'acqua 

Gli acidi inorganici forti, come ad esempio l'acido cloridrico, l'acido solforico e l'acido nitrico eliminano la calce e abbassano il pH secondo le reazioni:
- Ca(OH)2 + 2HCl → CaCl2 + 2H2O
- Ca(OH)2 + H2SO4 → CaSO4.2H2O
- Ca(OH)2 + 2HNO3 → Ca(NO3)2 + 2H2O

Nel primo caso si forma il cloruro di calcio notevolmente solubile. 

Nel secondo caso la formazione di gesso è causa della formazione dell'ettringite come descritto in seguito.

Nel terzo caso si forma il nitrato di calcio che è un sale fortemente igroscopico capace di assorbire notevoli quantitativi d'acqua e di rendere, quindi, le strutture vulnerabili all'azione del gelo. 

L'acido cloridrico e l'acido nitrico inoltre decompongono sia i silicati che gli alluminati presenti nella pasta cementizia.

In realtà già con basse concentrazioni di acidi inorganici forti (dell'ordine dell'1%) si ha la distruzione della pasta cemenentizia nel giro di qualche mese.

Nel caso dell'acido carbonico e dell'anidride carbonica libera si hanno le seguenti reazioni:
- Ca(OH)2 + H2CO3 → CaCO3 + 2H2O.
- Ca(OH)2 + CO2 → CaCO3 + H2O.

Questa reazione determina la carbonatazione del calcestruzzo.

L'abbassamento del pH del calcestruzzo e la presenza di composti di cloro può essere causa di innesco della corrosione delle armature.

Anche gli acidi organici hanno la capacità di sciogliere l'idrossido di calcio ma sono meno dannosi nei confronti del gel idrosilicatico.

Il più pericoloso è sicuramente l'acido lattico presente delle industrie casearie.

Sono altrettanto pericolosi:
- l'acido butirrico, che si forma ad esempio dalla fermentazione dei foraggi;
- l'acido acetico, che si forma durante alcuni processi industriali alimentari;
- gli acidi malico, citrico e tartarico spesso presenti nelle industrie alimentari e farmaceutiche.

Meno aggressivo è l'acido ossalico, che anzi può avere anche un effetto benefico poiché reagendo con l'idrossido di calcio produce l'ossalato di calcio, insolubile, che va ad occludere le porosità del calcestruzzo rendendolo più impermeabile.

## Ione solfato
Altrettanto pericoloso per i calcestruzzi è l'azione dello ione SO4-- poiché può provocare sia la decalcificazione che l'espansione e successiva fessurazione del conglomerato cementizio.
La decalcificazione del calcestruzzo da parte dello ione solfato può essere esplicata sia nei confronti della calce con formazione di gesso (CaSO4•2H2O), sia nei confronti dei silicati idrati con formazione della thaumasite la cui formula chimica è Ca3Si(CO3)(SO4)(OH)6·12(H2O).
Il processo di formazione della thaumasite (favorito dalle basse temperature (0-10 °C) dall'elevata umidità (UR > 95%) e quantità di anidride carbonica) è particolarmente devastante poiché interessa i silicati idrati di calcio dai quali dipende principalmente il potere legante del cemento.
Infatti la formazione della thaumasite causando la riduzione (fino a scomparsa) dei silicati idrati di calcio, determina una riduzione (annullamento) del potere legante del cemento e di conseguenza delle caratteristiche meccaniche del calcestruzzo.
La formazione della thaumasite è visivamente segnalata da una sorta di spappolamento del calcestruzzo, che diviene un materiale incoerente, e questo degrado è tanto più marcato quanto maggiore è la riduzione dei silicati idrati di calcio.
Ai suddetti fenomeni, che causano un decadimento delle proprietà meccaniche del calcestruzzo, si aggiunge l'ulteriore effetto negativo dello ione solfato che reagendo con gli alluminati idrati di calcio (C-A-H), non dotati degli stessi poteri leganti dei silicati idrati, dà origine alla formazione dell'ettringite secondaria a cui è associata la formazione di fessurazioni e distacchi di materiale dovuti al rigonfiamento differenziale del calcestruzzo.